# Nicola Intonti
Marchese Nicola Intonti (Ariano, 9 dicembre 1775 – Napoli, 8 maggio 1839) è stato un politico italiano, ministro della polizia nel Regno delle Due Sicilie.

## Biografia
Dopo aver studiato giurisprudenza all'università di Napoli, entrò in magistratura e sotto Gioacchino Murat raggiunse al grado di procuratore generale presso la Gran corte criminale di Lucera (1809). Con la Restaurazione passò alla pubblica amministrazione del Regno delle Due Sicilie (1815) e nel dicembre 1817 fu nominato intendente della Capitanata.
Avversò la Carboneria, una società segreta con diramazioni nell'esercito e nella pubblica amministrazione che nel luglio 1820 diede origine ai moti costituzionali nel Regno delle Due Sicilie. Accusato di tentato avvelenamento dal sottintendente di San Severo Gaetano Rodinò, un carbonaro, Intonti riuscì a dimostrare a stento l'infondatezza dell'accusa.
Fu nominato commissario generale di polizia dopo l'allontanamento del principe di Canosa e l'abolizione del ministero di Polizia (luglio 1821). Per un decennio circa, pertanto, Intonti diresse la polizia delle Due Sicilie diventandone ministro il 30 dicembre 1824. Sebbene in confronto alla ferocia del principe di Canosa e di Del Carretto l'azione dell'Intonti brillasse per moderazione e intelligenza, di fatto Nicola Intonti si adoperò per mettere in atto un vero Stato di polizia: furono predisposte azioni per conoscere le opinioni politiche di borghesi ed ecclesiastici, fu istituita la censura sulle scuole, i libri, la corrispondenza da e per l'estero, ecc. Riassumeva il Genoino:
(Andrea Genoino, Le Sicilie al tempo di Francesco I: 1777-1830, p. 347)
Nel 1829 Francesco I lo nominò «marchese»; Intonti lo ripagò riuscendo a prevedere la Rivoluzione di luglio e informare tempestivamente Francesco I, nel luglio 1830 ospite di Carlo X a Parigi.
La caduta di Intonti si verificò nel febbraio 1831 in seguito a una sua iniziativa interpretata ingiustamente come un tentativo di colpo di Stato: nei primi del mese di febbraio erano scoppiati dei moti liberali nei ducati centrali (insurrezione di Ciro Menotti a Modena, fuga di Maria Luisa da Parma, nascita dell'effimero Stato delle Provincie Unite Italiane), e Intonti, avvalendosi della consultazione di Giustino Fortunato, Carlo Filangieri e Francesco Ricciardi, chiese al giovane re Ferdinando II di prevenire una possibile rivoluzione a Napoli sciogliendo il governo, sostituendo i ministri conservatori con liberali o murattiani, concedendo la costituzione. Ferdinando II che giudicava pericolose le richieste, il 17 febbraio 1831 mandò in esilio l'Intonti il quale poté ritornare a Napoli solo nel 1839, dopo essersi rifugiato in Lombardia e nel Granducato di Toscana.